# 天秤座ε
天秤座ε，又名BD-09 4138，HD 137052、SAO 159234、HR 5723，是天秤座的一颗恒星，视星等为4.94，位于銀經352.84，銀緯37.34，其B1900.0坐标为赤經15h 18m 46.5s，赤緯-9° 37.34′ 46″。